# Henri Berlier de Vauplane
Pour les articles homonymes, voir Famille Berlier de Vauplane, Berlier (homonymie) et Vauplane.
Henri Berlier de Vauplane, né le 18 octobre 1853 à Marseille et mort le 26 janvier 1937 dans la même ville, est un avocat, docteur en droit, professeur de droit et d'économie et critique musical.
Il appartient à la famille Berlier de Vauplane, famille de l'ancienne bourgeoisie. Il est le frère de Polyeucte Berlier de Vauplane et l'oncle du Père François Berlier de Vauplane S.J 
Il se marie à Marseille le 28 mai 1884  avec Alice Pighetti de Rivasso (1863 – 1955).

## Biographie
Après des études primaires à Marseille, il est bachelier ès lettres le 11 août 1871 de la faculté de lettres de Montpellier, licencié en droit de la faculté d'Aix le 10 août 1874, et docteur en droit de la même faculté le 20 décembre 1879.
Avocat au barreau de Marseille dont il est trésorier du conseil de l'ordre de 1893 à 1896, il participe à la création de la Faculté Libre de droit de Marseille dont il est professeur de droit civil et d'économie de 1896 à 1929. Il s'agit, selon le professeur Jean-Yves Naudet, d' "un personnage clé dans [l]'histoire des économistes marseillais".
Monarchiste légitimiste convaincu, membre des différents cercles royalistes marseillais (dont la Société pour la défense des intérêts catholiques de Marseille, ou la Société Bibliographique ou encore le Comité royaliste), entretenant une correspondance suivie avec le comte Albert de Mun, il démissionne du barreau en décembre 1916, estimant qu’il ne serait pas en mesure de défendre une cause injuste ou contraire à ses convictions.
Lorsqu'il prépare sa thèse de doctorat à Paris, il se lie d'amitiés avec Stephen Heller et Jules Massenet. Il prend aussi ses cours de piano pour travailler les variations de Schumann, les sonates de Beethoven et Bach  avec César Franck.
En parallèle à son activité d'avocat et de professeur, il tient la chronique musicale du quotidien Le Soleil du Midi, journal royaliste de Marseille, en signant des articles qui faisaient autorité, sous le pseudonyme d’« Eklektik ». Il collabore aussi régulièrement à la Revue musicale S.I.M pour rédiger des articles sur des évènements musicaux à Marseille,. 
Il tient son goût pour la musique de son père qui, lors de leurs séjours en hiver à Paris, l’emmène régulièrement écouter de la musique à Saint-Eustache, ainsi que les concerts populaires chez Pasdeloup . Il découvre Rossini, Berlioz, Saint-Saëns, mais surtout Wagner, dont il devint un admirateur qu’il contribue à faire connaître au public marseillais et avec lequel son grand-père Sirus Pirondi entretenait des relations épistolaires.
À la suite de la représentation, en 1883 à Bayreuth, de Parsifal, il rédigera un livre sur cet évènement,.
Il correspond avec Houston S. Chamberlain, qui lui demande d’être membre de la nouvelle société wagnérienne qui vient de se créer deux années plus tôt, mais il refuse au motif que celle-ci est présidée par le roi de Bavière et que depuis la défaite de 1870, il lui semble « difficile qu’un Français en fasse partie ».
Ses critiques musicales étaient redoutées. Ainsi, à la suite d'un article concernant l’ouverture de Parsifal en décembre 1907 à Marseille, une polémique s’engage avec le compositeur et chef d’orchestre Gabriel Marie  sur le rôle de la critique musicale.
Président fondateur en 1919 de la Société de musique de chambre de Marseille, membre de différents cercles musicaux comme l'Association Artistique de Marseille, il entretient des relations épistolaires suivies avec de nombreux compositeurs et artistes comme César Franck, Gabriel Fauré, Maurice Ravel, Manuel de Falla, Louis Diemer, Alexis Rostand, Georges-Martin Witkowski, Jean Witkowski, Vincent d'Indy, Francisco de Lacerda, Blanche Selva, Charles Bordes, Florent Schmitt, Emile Jacques-Dalcroze, Francis Planté, Suzanne Balguerie, Marie Panthès, Marius Casadessus, Edouard Schuré.

## Publications
- Ekklektic, Parsifal et le théâtre Richard Wagner à Bayreuth, imp. Blanc & Bernard, 1884.

## Distinctions
- chevalier de l'Orden del Liberator du Venezuela le 14 septembre 1901 ;
- chevalier de l'Ordre de Medjidié, de l’Empire Ottoman le 17 janvier 1891.